# 唐窩
唐窩，泰國北部邊境山區的一個華人村落，行政區屬清邁府查巴甘縣喃蒲。1960年代，唐窩成為原雲南反共救國軍第三軍總部最後的駐地，也就是後來的泰北志願自衛隊，第三軍的部隊和家眷在此落腳。當地留存了軍隊營房、學校、紀念館、忠烈祠等設施。

## 另見
- 第五軍駐地美斯樂